# Better (motorfiets)
Better is een motorfietsmerk dat afkomstig is uit China, geproduceerd door het bedrijf Jiangmen Better Motorcycle Company. Dit bedrijf is gevestigd in de stad Jiangmen in de provincie Guangdong. Onder de naam BetterR wordt een breed scala aan motorfietsen verkocht dat varieert van choppers tot sportmodellen. Het best verkopende model is de Better BT150-2, waarvan er ongeveer 30.000 per jaar geproduceerd worden.